# Endeitoma granulata
Endeitoma granulata är en skalbaggsart som först beskrevs av Thomas Say 1826.  Endeitoma granulata ingår i släktet Endeitoma och familjen barkbaggar. Inga underarter finns listade i Catalogue of Life.